# Galeria de Retratos Oficiais dos Presidentes da República Portuguesa
A Galeria de perfis Oficiais dos Presidentes da República é uma galeria de retratos a óleo dos Presidente da República Portuguesa, originalmente exposta no Palácio de Belém, mas que faz actualmente parte do Museu da Presidência da República. Apesar de serem encomendados de forma irregular ao longo da História da República, é agora habitual a inauguração do retrato oficial marcar o fim do mandato de um Presidente.
Apenas os retratos de Manuel de Arriaga, Manuel Teixeira Gomes, Óscar Carmona, Mário Soares, Jorge Sampaio e Aníbal Cavaco Silva foram executados durante os mandatos desses Presidentes. Os restantes retratos foram feitos após a conclusão dos mandatos presidenciais (inclusivamente os retratos de Sidónio Pais e António José de Almeida, ambos póstumos), com a excepção do retrato de Gomes da Costa (pintado por Carlos Reis em 1899, antes ainda da Implantação da República) e de Américo Thomaz (pintado em 1957, um ano antes de ser eleito Presidente da República). Já os retratos de Craveiro Lopes, António de Spínola, e Costa Gomes são de data incerta.
Os artistas responsáveis pelos retratos são Columbano Bordalo Pinheiro (Manuel de Arriaga, Teófilo Braga, Manuel Teixeira Gomes), Martinho da Fonseca (Bernardino Machado), Henrique Medina (Sidónio Pais, João do Canto e Castro, António José de Almeida, Óscar Carmona, Américo Thomaz), Romano Esteves (José Mendes Cabeçadas), Carlos Reis (Manuel Gomes da Costa), Eduardo Malta (Francisco Craveiro Lopes), Francisco Lapa (António de Spínola), Joaquim Rebocho (Francisco da Costa Gomes), Luís Pinto-Coelho (António Ramalho Eanes), Júlio Pomar (Mário Soares), Paula Rego (Jorge Sampaio), e Carlos Barahona Possollo (Aníbal Cavaco Silva).
A 9 de Junho de 2017, o Presidente Marcelo Rebelo de Sousa, que se encontrava no Porto para as comemorações do Dia de Portugal, de Camões e das Comunidades Portuguesas, visitou o atelier de António Bessa e escolheu um retrato de que "[gostou] muito" e afirmou estar "muito inclinado […] a ser o retrato que irá para a galeria de retratos da Presidência da República". No entanto, segundo a Presidência da República, não é ainda garantido que este seja, no final do mandato, o retrato oficial.

## Galeria de retratos presidenciais

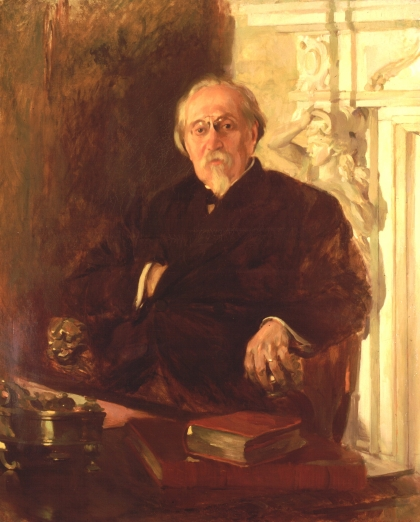
Manuel de Arriaga - 1914, Columbano Bordalo Pinheiro
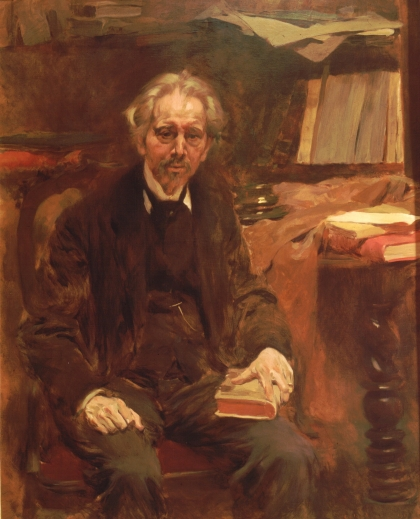
Teófilo Braga - 1917, Columbano Bordalo Pinheiro
Bernardino Machado - 1935, Martinho da Fonseca
Sidónio Pais - 1937, Henrique Medina
João do Canto e Castro - 1933, Henrique Medina
António José de Almeida - c. 1932, Henrique Medina
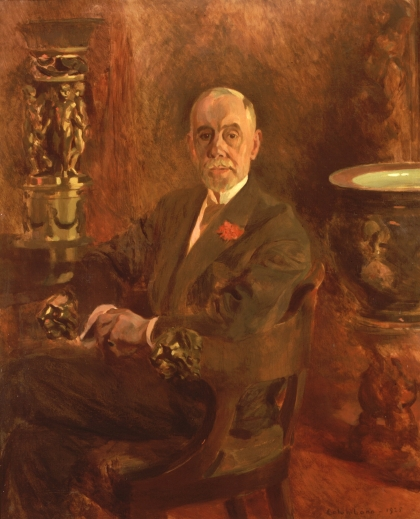
Manuel Teixeira Gomes - 1925, Columbano Bordalo Pinheiro
José Mendes Cabeçadas - 1957, Romano Esteves
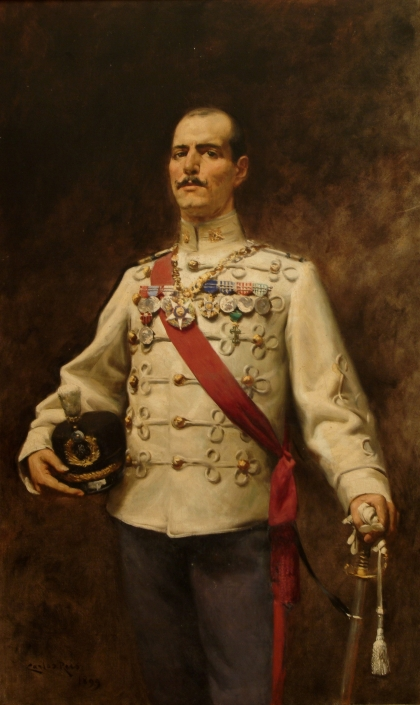
Manuel Gomes da Costa - 1899, Carlos Reis
Óscar Carmona - 1933, Henrique Medina
Francisco Craveiro Lopes - Eduardo Malta
Américo Thomaz - 1957, Henrique Medina
António de Spínola - Francisco Lapa
Francisco da Costa Gomes - Joaquim Rebocho
António Ramalho Eanes - 1991, Luís Pinto-Coelho
Mário Soares - 1992, Júlio Pomar
Jorge Sampaio - 2005, Paula Rego
Possível retrato oficial (a decidir no final do mandato) de Marcelo Rebelo de Sousa - 2017, António Bessa